# Banyutus horridus
Banyutus horridus is een insect uit de familie van de mierenleeuwen (Myrmeleontidae), die tot de orde netvleugeligen (Neuroptera) behoort. 
Banyutus horridus is voor het eerst wetenschappelijk beschreven door Navás in 1912.